# Čudežni Feliks
Čudežni Feliks je meščansko-družinski roman, ki ga je napisal slovenski pisatelj Andrej Hieng. Prvič je izšel leta 1993. Roman opisuje pot osirotelega najstnika judovskega rodu po imenu Feliks, ki ima enciklopedično znanje. Njegovo dozorevanje in iskanje identitete je dinamično in bogato vpleteno v pripoved o premožni slovenski meščanski družini, v senci usodnih sprememb pred izbruhom druge svetovne vojne. V izdaji leta 2008 je spremno besedo napisal Tomo Virk, naslovnico pa je oblikovala Branka Smodiš.

## Vsebina
Večji del zgodbe se dogaja v graščini na slovenskem podeželju v času pred drugo svetovno vojno, natančneje v letu 1937. V graščini živi družina Kalmus-Missia, ki jo sestavljajo podjetnik Kalmus, njegova žena Štefanija in dve hčerki, Erna in Heda. Kalmus s poroko pravzaprav reši napol obubožano družino Missia. Ker pa Kalmus ves čas namenja poslom, ga žena zasovraži in si poišče ljubimca Leonida Jurjeviča Skobenskega. Po Kalmusovi smrti prav on prevzame upravljanje graščine. Zgodba se zaplete, ko nekega dne na njihova vrata potrka šestnajstletni Feliks, sin Kalmusove pokojne sestre, ki ne pozna svojega očeta. Feliks ni ravno privlačne zunanjosti, vendar se izkaže s svojim enciklopedičnim znanjem, ki je celo večje od kozmopolitansko razgledanega Skobenskega. Feliks se veliko druži s sestričnama in se pri tem ujame v nekakšen ljubezenski trikotnik. V pripoved, preko različnih znamenj, vse bolj vstopa grožnja nacizma. Feliks postopoma postane član družine, ko se iznenada oglasi njegov oče. Izkaže se, da gre za svetovno znanega glasbenika judovskega rodu, ki je že na begu pred nacistično grožnjo. Feliks, kljub lastnim in očetovim pomislekom, sprejme judovstvo in se kljub grozeči nacistični nevarnosti odloči, da bo odšel z njim po svetu.
Roman odlikujejo raznoliki slogovni in pripovedni postopki ter uporaba starinskih, strokovnih in večjezičnih izrazov.

## Zbirka
Delo, izdano leta 1993 pri Mladinski knjigi, je bilo uvrščeno v zbirko Nova Slovenska knjiga.
Delo, izdano leta 2004 pri založbi DZS, je izšlo v zbirki Slovenska zgodba.

## Nagrada
Avtor je za roman Čudežni Feliks leta 1994 prejel Delovo nagrado kresnik.

## Izdaje
Roman je bil izdan pri več različnih založbah:
- Prvič je bil objavljen leta 1993 pri Mladinski knjigi (COBISS)
- Pri založbi DZS je bila prva izdaja izdana leta 2004 (COBISS)
- Pri založbi Modrijan je bila prva izdaja objavljena leta 2008 (COBISS).Pri isti založbi so leto kasneje (2009) izdali še 2. izdajo omenjenega dela, saj je bil Čudežni Feliks izbran za maturitetno branje (COBISS)